# Satoshi Nakamoto
Satoshi Nakamoto er navnet eller pseudonymet på den ukendte person, eller personer, der designede kryptovalutaen bitcoin og skabte den oprindelige implementering. Ved implementeringen skabtes også den første blockchain-database. Satoshi Nakamoto var aktiv i udviklingen af bitcoin indtil december 2010.
De eneste mulige henvisninger til identiteten af Satoshi Nakamoto kommer fra hans e-mail-konto. Dette blev offentliggjort på internettet. Ægtheden er uklar.[kilde mangler]
Satoshi Nakamoto formodes at være en af verdens rigeste personer, hvis det er en enkeltperson, idet personen er indehaver af omkring 980.000 Bitcoins.